# Morti il 19 ottobre
| Questa pagina contiene informazioni ricavate automaticamente dalle voci biografiche con l'ausilio del template Bio e di un bot. L'aggiornamento è periodico e automatico e ricostruisce completamente la pagina. Se manca una persona in questa lista, sei pregato di non aggiungerla, ma accertati piuttosto che la sua voce biografica contenga il template Bio e che i dati anagrafici siano correttamente compilati. Se il template Bio manca, inseriscilo tu stesso o, in alternativa, metti l'avviso {{tmp\|Bio}} che ne segnala la mancanza. Se i dati riportati sono sbagliati, correggi direttamente la voce biografica; le modifiche saranno visibili in questa lista entro pochi giorni. Per chiarimenti vedi il progetto biografie. La lista contiene solo le 496 persone che sono citate nell'enciclopedia e per le quali è stato implementato correttamente il template Bio. Pagina aggiornata al 9 ago 2025. |

## IX secolo(1)
- 864 - Laura di Cordova, religiosa e santa spagnola

## X secolo(3)
- 906 - Giusto di Novalesa, religioso e santo italiano
- 942 - Gozlin, nobile franco (n. 914)
- 993 - Corrado III di Borgogna, sovrano (n. 925)

## XII secolo(3)
- 1103 - Umberto II di Savoia, conte (n. 1065)
- 1175 - Andrea di San Vittore, abate francese
- 1176 - Ermanno I di Weimar-Orlamünde, nobile tedesco

## XIII secolo(4)
- 1216 - Giovanni d'Inghilterra, re (n. 1166)
- 1257 - Tommaso Hélye, presbitero francese
- 1287 - Boemondo VII d'Antiochia, conte (n. 1261)
- 1295 - Guelfo della Gherardesca, militare italiano

## XIV secolo(8)
- 1310 - Goffredo di Hohenlohe, nobile tedesco (n. 1265)
- 1327 - Costanza d'Aragona, principessa (n. 1300)
- 1335 - Elisabetta Richeza di Polonia, nobile polacca (n. 1288)
- 1344 - Niccolò da Carrara, politico italiano
- 1354 - Yusuf I, sultano arabo (n. 1318)
- 1356 - Giovanna de Geneville, II baronessa di Geneville, nobile britannica (n. 1286)
- 1368 - Francesco Bevilacqua, giurista e ambasciatore italiano (n. 1304)
- 1369 - Nicolò Trevisan, politico, militare e storiografo italiano

## XV secolo(3)
- 1404 - Lucrezia Ordelaffi, nobile italiana (n. 1389)
- 1445 - Andrea de' Pazzi, politico italiano (n. 1372)
- 1468 - Isabel de Borja y Cavanilles, nobildonna spagnola

## XVI secolo(16)
- 1531 - Fadrique Álvarez de Toledo y Enríquez, nobile e militare spagnolo (n. 1460)
- 1547 - Perin del Vaga, pittore italiano (n. 1501)
- 1548 - Giovanni Battista da Sangallo, architetto italiano (n. 1496)
- 1553 - Bonifacio Veronese, pittore italiano (n. 1487)
- 1568 - Gaspare Capris, vescovo cattolico italiano
- 1570 - Mori Yoshinari, militare giapponese (n. 1523)
- 1570 - Oda Nobuharu, militare giapponese (n. 1549)
- 1570 - Tsuda Nobuzumi, militare giapponese (n. 1549)
- 1574 - Antonio Bassano, musicista italiano (n. 1511)
- 1576 - George Gordon, V conte di Huntly, nobile scozzese (n. 1534)
- 1585 - Giovanni Crato von Krafftheim, medico e umanista tedesco (n. 1519)
- 1586 - Arcangelo Piccolomini, medico italiano (n. 1525)
- 1587 - Giovanni Maria Cecchi, commediografo, scrittore e notaio italiano (n. 1518)
- 1587 - Francesco I de' Medici, sovrano italiano (n. 1541)
- 1592 - Anthony Browne, I visconte Montagu, nobile e politico inglese (n. 1528)
- 1595 - Philip Howard, XX conte di Arundel, nobile inglese (n. 1557)

## XVII secolo(15)
- 1601 - Fernando Ruiz de Castro, nobile spagnolo (n. 1548)
- 1608 - Martin Delrio, umanista e teologo fiammingo (n. 1551)
- 1622 - Pedro Fernández de Castro, politico spagnolo (n. 1560)
- 1634 - Agnese di Gesù, religiosa francese (n. 1602)
- 1640 - Eusebio Caimo, vescovo cattolico e giurista italiano (n. 1566)
- 1644 - Giovanni Federico del Palatinato-Sulzbach-Hilpoltstein, nobile tedesco (n. 1587)
- 1646 - Giovanni de La Lande, gesuita, missionario e santo francese (n. 1615)
- 1651 - Alessio Gemignani, pittore italiano (n. 1567)
- 1669 - Domenico Fiasella, pittore italiano (n. 1589)
- 1678 - Samuel van Hoogstraten, pittore olandese (n. 1627)
- 1680 - Carlo Carafa della Spina, cardinale italiano (n. 1611)
- 1682 - Thomas Browne, filosofo e scrittore britannico (n. 1605)
- 1687 - Giulio Bartolocci, ebraista e monaco cristiano italiano (n. 1613)
- 1689 - Benjamin von Block, pittore tedesco (n. 1631)
- 1696 - Johannes von Goes, cardinale e vescovo cattolico austriaco (n. 1612)

## XVIII secolo(24)
- 1710 - Susanna Enrichetta di Lorena, nobile francese (n. 1686)
- 1714 - Francesco Nazzari, presbitero, critico letterario e giornalista italiano (n. 1638)
- 1718 - Alfonso Enrico di Lorena, nobile francese (n. 1648)
- 1723 - Godfrey Kneller, artista e pittore tedesco (n. 1646)
- 1732 - François-Annibal de Béthune, ammiraglio francese (n. 1642)
- 1735 - Giacinto Gimma, abate e critico letterario italiano (n. 1668)
- 1742 - Louis Dorigny, pittore francese (n. 1654)
- 1745 - Jonathan Swift, scrittore e poeta irlandese (n. 1667)
- 1745 - Lemau de la Jaisse, cartografo e incisore francese (n. 1677)
- 1749 - William Ged, inventore e orafo britannico (n. 1699)
- 1758 - Agostino Masucci, pittore italiano
- 1760 - Andrea Bolzoni, incisore italiano (n. 1689)
- 1760 - Charles Lawrence, militare inglese (n. 1709)
- 1761 - Federico Carlo di Schleswig-Holstein-Sonderburg-Plön, principe danese (n. 1706)
- 1765 - Amalie von Wallmoden, nobildonna tedesca (n. 1704)
- 1770 - Bernardo Antonio Vittone, architetto italiano (n. 1704)
- 1771 - Giovanni Conca, pittore italiano
- 1772 - Andrea Belli, architetto maltese (n. 1703)
- 1780 - Sofronio II di Costantinopoli, arcivescovo ortodosso siriano
- 1784 - Egidio Dall'Oglio, pittore italiano (n. 1705)
- 1785 - Hugues Taraval, pittore francese (n. 1729)
- 1790 - Lyman Hall, politico statunitense (n. 1724)
- 1791 - Giambattista Gherardo d'Arco, economista e letterato italiano (n. 1739)
- 1800 - John Meade, I conte di Clanwilliam, nobile irlandese (n. 1744)

## XIX secolo(55)
- 1810 - Jonas Dryander, botanico svedese (n. 1748)
- 1810 - Jean-Georges Noverre, danzatore e coreografo francese (n. 1727)
- 1813 - Józef Antoni Poniatowski, generale polacco (n. 1763)
- 1814 - Mercy Otis Warren, scrittrice e patriota statunitense (n. 1728)
- 1815 - Paolo Mascagni, anatomista e illustratore italiano (n. 1755)
- 1817 - John Milton, politico, rivoluzionario e militare statunitense
- 1821 - Stanisław Mokronowski, generale polacco (n. 1761)
- 1822 - Augusto, IX duca di Croÿ, nobile e politico francese (n. 1765)
- 1824 - Franz Philipp Fenner von Fenneberg, militare austriaco (n. 1759)
- 1826 - Antonio Nava, chitarrista e compositore italiano (n. 1775)
- 1826 - François-Joseph Talma, attore teatrale francese (n. 1763)
- 1827 - Ghazi-ud-Din Haidar, sovrano indiano (n. 1769)
- 1834 - James Whitfield, religioso e arcivescovo cattolico inglese (n. 1770)
- 1839 - Giuseppe Gaimari, medico e traduttore italiano (n. 1779)
- 1840 - Domenico Cuciniello, architetto, litografo e ingegnere italiano (n. 1780)
- 1841 - Domenico Barbaja, impresario teatrale italiano (n. 1778)
- 1843 - Louis-Barthélémy Pradher, pianista, compositore e docente francese (n. 1782)
- 1845 - Clemens August Droste zu Vischering, arcivescovo cattolico tedesco (n. 1773)
- 1845 - Armand Gouffé, poeta e compositore francese (n. 1775)
- 1846 - Franz Tomaselli, cantante e attore teatrale austriaco (n. 1801)
- 1846 - Giuseppe Venturoli, ingegnere italiano (n. 1768)
- 1847 - Sebastiano Ittar, architetto e incisore italiano (n. 1768)
- 1851 - Maria Teresa Carlotta di Borbone-Francia, regina francese (n. 1778)
- 1854 - Louis Duport, ballerino e coreografo francese (n. 1781)
- 1856 - Sa'id bin Sultan, sovrano omanita (n. 1791)
- 1858 - Pasquale Poccianti, architetto italiano (n. 1774)
- 1860 - Ang Duong, re cambogiano (n. 1796)
- 1863 - Francesco Sampieri, compositore italiano (n. 1790)
- 1864 - Luigi Picchianti, chitarrista e critico musicale italiano (n. 1786)
- 1866 - Ján Krstiteľ Scitovský, cardinale e arcivescovo cattolico slovacco (n. 1785)
- 1868 - Giovanni Battista Maccari, poeta italiano (n. 1832)
- 1870 - Imre Frivaldszky, botanico, entomologo e biologo ungherese (n. 1799)
- 1871 - Berthold Carl Seemann, botanico tedesco (n. 1825)
- 1872 - Thomas John Cochrane, ammiraglio scozzese (n. 1789)
- 1875 - Charles Wheatstone, fisico e inventore britannico (n. 1802)
- 1876 - Giovanni Baldasseroni, funzionario e politico italiano (n. 1795)
- 1876 - Félix-Auguste Duvert, commediografo e scrittore francese (n. 1795)
- 1878 - Irénée-Jules Bienaymé, statistico francese (n. 1796)
- 1883 - Enrico Gamba, pittore italiano (n. 1831)
- 1884 - Karl Hillebrand, storico e saggista tedesco (n. 1829)
- 1884 - Paul Lacroix, scrittore, giornalista e bibliotecario francese (n. 1806)
- 1884 - Venceslao Pieralisi, filosofo e teologo italiano
- 1889 - Luigi del Portogallo, re portoghese (n. 1838)
- 1889 - Cesare Michieli, patriota italiano (n. 1838)
- 1890 - Richard Francis Burton, esploratore, traduttore e orientalista britannico (n. 1821)
- 1890 - Émile Mathieu, matematico francese (n. 1835)
- 1891 - Nicolò Barabino, pittore e scenografo italiano (n. 1832)
- 1894 - Carlos Holguín Mallarino, politico colombiano (n. 1832)
- 1894 - Felix von Schumacher, generale svizzero (n. 1814)
- 1896 - Giuseppe Farinetti, religioso, teologo e alpinista italiano (n. 1821)
- 1896 - Simeone Gliubich, archeologo, teologo e storico croato (n. 1822)
- 1897 - Alberto Cavalletto, politico italiano (n. 1813)
- 1897 - Berthold Englisch, scacchista austriaco (n. 1851)
- 1897 - George Pullman, inventore e imprenditore statunitense (n. 1831)
- 1899 - Francis Guthrie, botanico e matematico sudafricano (n. 1831)

## XX secolo(223)
- 1904 - G.C. Spencer, arciere statunitense (n. 1840)
- 1905 - Jean-Nicolas Boulay, botanico francese (n. 1837)
- 1905 - Virgil Earp, pistolero statunitense (n. 1843)
- 1905 - Philip Mennell, giornalista e editore inglese (n. 1851)
- 1906 - Charles Pfizer, chimico e imprenditore tedesco (n. 1824)
- 1906 - Rudolf Pringsheim, imprenditore tedesco (n. 1821)
- 1909 - Gaston Breteau, attore francese (n. 1859)
- 1909 - Cesare Lombroso, medico, antropologo e filosofo italiano (n. 1835)
- 1910 - Domenico Bruschi, pittore italiano (n. 1840)
- 1910 - Luigi Gravina, prefetto e politico italiano (n. 1830)
- 1910 - Luigi Lucheni, anarchico italiano (n. 1873)
- 1911 - Emanuele D'Adda, politico italiano (n. 1847)
- 1911 - Eugene Burton Ely, aviatore statunitense (n. 1886)
- 1912 - Severino Casana, ingegnere e politico italiano (n. 1842)
- 1912 - Maria Spelterini, circense italiana (n. 1853)
- 1914 - Robert Hugh Benson, scrittore e presbitero inglese (n. 1871)
- 1914 - Julio Argentino Roca, politico argentino (n. 1847)
- 1915 - Christian Wilhelm Allers, disegnatore e pittore tedesco (n. 1857)
- 1915 - Thomas Vickers, imprenditore e militare inglese (n. 1833)
- 1916 - Iōannīs Fragkoudīs, tiratore a segno greco (n. 1863)
- 1918 - Harold Lockwood, attore statunitense (n. 1887)
- 1918 - Umberto di Savoia-Aosta, militare e nobile italiano (n. 1889)
- 1918 - Charles-François Turinaz, arcivescovo cattolico francese (n. 1838)
- 1920 - Riccardo Carafa, nobile, scrittore e militare italiano (n. 1859)
- 1921 - António Granjo, politico portoghese (n. 1881)
- 1923 - Adolfo Apolloni, scultore e politico italiano (n. 1855)
- 1924 - Hugo von Freytag-Loringhoven, generale tedesco (n. 1855)
- 1926 - Victor Babeș, batteriologo e medico romeno (n. 1854)
- 1926 - Ludwig Karsten, pittore norvegese (n. 1876)
- 1926 - Anton Schiesser, generale austro-ungarico (n. 1863)
- 1927 - Tom Lewis, attore statunitense (n. 1867)
- 1927 - Şehzade Mehmed Seyfeddin, principe ottomano (n. 1874)
- 1928 - Luigi Cerebotani, presbitero, fisico e teologo italiano (n. 1847)
- 1928 - Berthold Lasker, medico e scacchista tedesco (n. 1860)
- 1928 - Édouard Niermans, architetto olandese (n. 1859)
- 1928 - Arnaldo Piutti, chimico italiano (n. 1857)
- 1928 - Marco di Saluzzo di Paesana, politico italiano (n. 1866)
- 1929 - Petter Pedersen, calciatore norvegese (n. 1895)
- 1930 - Constantin von Monakow, neurologo russo (n. 1853)
- 1932 - Lindley Miller Garrison, politico statunitense (n. 1864)
- 1933 - Albert Calmette, medico e microbiologo francese (n. 1863)
- 1933 - Oskari Friman, lottatore finlandese (n. 1893)
- 1934 - Johannes Joseph Aarts, pittore, illustratore e incisore olandese (n. 1871)
- 1934 - Alexander von Kluck, generale tedesco (n. 1846)
- 1934 - Anselmo Rizzi, vescovo cattolico italiano (n. 1874)
- 1935 - Oda Krohg, pittrice norvegese (n. 1860)
- 1935 - John Montagu Douglas Scott, VII duca di Buccleuch, nobile e politico scozzese (n. 1864)
- 1935 - Anna Il'inična Ul'janova, politica e rivoluzionaria russa (n. 1864)
- 1936 - Giovanni Battista Borea d'Olmo, nobile e politico italiano (n. 1831)
- 1936 - Nicolò Giacchetti, calciatore italiano (n. 1903)
- 1936 - Lu Xun, scrittore, saggista e poeta cinese (n. 1881)
- 1937 - Sergej Eliseev, sollevatore russo (n. 1875)
- 1937 - Giovanni Mercati, militare e medico italiano (n. 1912)
- 1937 - Ernest Rutherford, fisico neozelandese (n. 1871)
- 1938 - Arsen Karađorđević, principe serbo (n. 1859)
- 1939 - Marie Renard, mezzosoprano e soprano austriaco (n. 1864)
- 1939 - Sergej Michajlovič Širokogorov, antropologo russo (n. 1887)
- 1940 - Umberto Caligaris, calciatore e allenatore di calcio italiano (n. 1901)
- 1940 - Emilio Comici, alpinista italiano (n. 1901)
- 1941 - Leo Belmont, giornalista, scrittore e esperantista polacco (n. 1865)
- 1941 - Wilhelm Kienzl, compositore e direttore d'orchestra austriaco (n. 1857)
- 1942 - Sergio Vescovo, militare italiano (n. 1921)
- 1943 - André Antoine, attore teatrale, regista teatrale e regista cinematografico francese (n. 1858)
- 1943 - Camille Claudel, scultrice francese (n. 1864)
- 1943 - Robert Ross, regista statunitense (n. 1889)
- 1944 - Dénes König, matematico ungherese (n. 1884)
- 1944 - Leopoldo Metlicovitz, pittore e illustratore italiano (n. 1868)
- 1944 - Deneys Reitz, politico sudafricano (n. 1882)
- 1945 - Plutarco Elías Calles, politico e generale messicano (n. 1877)
- 1945 - Hatcher Hughes, drammaturgo statunitense (n. 1881)
- 1945 - Newell Convers Wyeth, illustratore e pittore statunitense (n. 1882)
- 1947 - Voldemārs Grāvelis, calciatore lettone (n. 1906)
- 1948 - Walther von Brauchitsch, generale tedesco (n. 1881)
- 1948 - Gaetano Zoppi, generale e dirigente sportivo italiano (n. 1850)
- 1949 - Giovanni Guarino Amella, politico italiano (n. 1872)
- 1949 - Carlo Montù, militare, politico e ingegnere italiano (n. 1869)
- 1950 - Giulio Catoni, scienziato italiano (n. 1869)
- 1950 - Edna St. Vincent Millay, poetessa statunitense (n. 1892)
- 1951 - Otto Wurzburg, compositore di scacchi statunitense (n. 1875)
- 1952 - Catherine Chisholm Cushing, commediografa e paroliera statunitense (n. 1874)
- 1952 - Edward Sheriff Curtis, esploratore, etnologo e fotografo statunitense (n. 1868)
- 1952 - Francesco Ribezzo, glottologo e archeologo italiano (n. 1875)
- 1952 - Jan van der Sluis, calciatore olandese (n. 1889)
- 1952 - Ernst Streeruwitz, politico austriaco (n. 1874)
- 1953 - Rino Parenti, dirigente sportivo e politico italiano (n. 1895)
- 1954 - Hugh Duffy, giocatore di baseball e allenatore di baseball statunitense (n. 1866)
- 1954 - Pietro Pagnini, storico della scienza italiano (n. 1875)
- 1955 - Eugène Joseph Delporte, astronomo belga (n. 1882)
- 1955 - John Hodiak, attore statunitense (n. 1914)
- 1955 - Midget Wolgast, pugile statunitense (n. 1910)
- 1957 - Armando Cermignani, pittore, incisore e ceramista italiano (n. 1888)
- 1957 - Vere Gordon Childe, archeologo australiano (n. 1892)
- 1957 - Luigi Galimberti, liutaio italiano (n. 1888)
- 1958 - Ferruccio Baruffi, pittore italiano (n. 1889)
- 1958 - Isidre Pòlit i Boixareu, astronomo spagnolo (n. 1880)
- 1958 - Tavares da Silva, calciatore, allenatore di calcio e giornalista portoghese (n. 1903)
- 1960 - Josef Fanta, allenatore di calcio e arbitro di calcio cecoslovacco (n. 1889)
- 1960 - Franz Schwede, politico tedesco (n. 1888)
- 1961 - Şemsettin Günaltay, politico turco (n. 1883)
- 1961 - Werner Jaeger, filologo classico e grecista tedesco (n. 1888)
- 1961 - Sergio Osmeña, politico filippino (n. 1878)
- 1961 - Mihail Sadoveanu, scrittore rumeno (n. 1880)
- 1962 - Gherardo Marone, ispanista, critico letterario e avvocato italiano (n. 1891)
- 1964 - Sergej Semënovič Birjuzov, generale sovietico (n. 1904)
- 1964 - Ray Bonney, hockeista su ghiaccio statunitense (n. 1892)
- 1964 - Sonny Boswell, cestista statunitense (n. 1919)
- 1964 - Russ Brown, attore statunitense (n. 1892)
- 1964 - Maurice Gosfield, attore e doppiatore statunitense (n. 1913)
- 1964 - Ebbe Schwartz, dirigente sportivo danese (n. 1901)
- 1964 - Bill Voisey, allenatore di calcio e calciatore inglese (n. 1891)
- 1965 - Antonio Boggiano Pico, politico e giurista italiano (n. 1873)
- 1965 - Carlo Capra, pianista e compositore italiano (n. 1901)
- 1965 - Kiriki, calciatore spagnolo (n. 1907)
- 1966 - Elizabeth Arden, imprenditrice canadese (n. 1878)
- 1967 - Herman Hack, attore statunitense (n. 1899)
- 1967 - Roger Masson, militare svizzero (n. 1894)
- 1968 - Aldo Capitini, filosofo, politico e antifascista italiano (n. 1899)
- 1968 - Josef Gielen, attore, direttore teatrale e regista tedesco (n. 1890)
- 1969 - Luciano Capitanio, fumettista italiano (n. 1934)
- 1969 - Lacey Hearn, mezzofondista statunitense (n. 1881)
- 1969 - Leopoldo Rubinacci, politico, avvocato e sindacalista italiano (n. 1903)
- 1970 - Lázaro Cárdenas del Río, politico e generale messicano (n. 1895)
- 1970 - Mario Latilla, cantante, chitarrista e direttore d'orchestra italiano (n. 1896)
- 1970 - Adolfo Leoni, ciclista su strada e pistard italiano (n. 1917)
- 1970 - Mike McDermott, nuotatore e pallanuotista statunitense (n. 1893)
- 1970 - Vittorio Vaccarella, militare italiano (n. 1930)
- 1970 - Unica Zürn, artista e scrittrice tedesca (n. 1916)
- 1971 - Betty Bronson, attrice statunitense (n. 1906)
- 1971 - Alberto Pirelli, dirigente d'azienda e imprenditore italiano (n. 1882)
- 1972 - Ermes Midena, architetto italiano (n. 1895)
- 1972 - Sa'id bin Taymur dell'Oman, sovrano omanita (n. 1910)
- 1973 - Catrano Catrani, regista cinematografico, produttore cinematografico e sceneggiatore italiano (n. 1910)
- 1974 - Igino Balducci, poeta e scrittore italiano (n. 1891)
- 1974 - Nur Ali Elahi, musicista, filosofo e giurista iraniano (n. 1895)
- 1974 - Varaztad Kazanjian, dentista statunitense (n. 1879)
- 1975 - René Benedetti, violinista e docente francese (n. 1901)
- 1976 - Tito Balestra, poeta italiano (n. 1923)
- 1977 - Vladimír Bahna, regista, sceneggiatore e drammaturgo slovacco (n. 1914)
- 1977 - Marino Capicchioni, liutaio sammarinese (n. 1895)
- 1977 - René Mourlon, velocista francese (n. 1893)
- 1977 - John Nyman, lottatore svedese (n. 1908)
- 1978 - Paolo Buchner, zoologo tedesco (n. 1886)
- 1978 - Felix Cameroni, clarinettista italiano (n. 1916)
- 1978 - Gig Young, attore statunitense (n. 1913)
- 1979 - Emanuele Boltri, calciatore italiano (n. 1906)
- 1979 - Giuseppe Lupis, giornalista e politico italiano (n. 1896)
- 1979 - Alexander Wyclif Reed, scrittore australiano (n. 1908)
- 1980 - Ugo Fasolo, poeta italiano (n. 1905)
- 1980 - Guglielmo Gajani, calciatore italiano (n. 1901)
- 1980 - Georg Rasch, statistico danese (n. 1901)
- 1980 - Gerhard von Schwerin, generale tedesco (n. 1899)
- 1981 - Dan Coe, calciatore rumeno (n. 1941)
- 1981 - Johnny Doyle, calciatore scozzese (n. 1951)
- 1981 - Georgij Žarkov, allenatore di calcio e calciatore sovietico (n. 1915)
- 1982 - Gian Paolo Callegari, giornalista, scrittore e sceneggiatore italiano (n. 1909)
- 1982 - Pietro Germano, politico e partigiano italiano (n. 1920)
- 1982 - Piero Ricci, calciatore italiano (n. 1923)
- 1983 - Maurice Bishop, politico e rivoluzionario grenadino (n. 1944)
- 1983 - William Hornbeck, montatore statunitense (n. 1901)
- 1983 - Jón Örn Jónasson, calciatore islandese (n. 1923)
- 1983 - Carmelo Marzano, poliziotto e questore italiano (n. 1911)
- 1983 - Franco Miele, pittore e critico d'arte italiano (n. 1924)
- 1983 - Giulio Negri, allenatore di calcio e calciatore italiano (n. 1915)
- 1983 - Rezső Somlai, allenatore di calcio e calciatore ungherese (n. 1911)
- 1983 - Carel Willink, pittore olandese (n. 1900)
- 1984 - Henri Michaux, scrittore, poeta e pittore belga (n. 1899)
- 1984 - Buddy Moss, musicista, cantante e cantautore statunitense (n. 1914)
- 1984 - Jerzy Popiełuszko, presbitero polacco (n. 1947)
- 1985 - Aldo Dusi, calciatore e allenatore di calcio italiano (n. 1915)
- 1985 - Lincoln LaPaz, astronomo statunitense (n. 1897)
- 1985 - Runt Pullins, cestista statunitense (n. 1910)
- 1986 - Alfred Bauer, giurista e storico del cinema tedesco (n. 1911)
- 1986 - Donatello D'Orazio, giornalista e scrittore italiano (n. 1896)
- 1986 - Oldřich Lipský, regista e sceneggiatore ceco (n. 1924)
- 1986 - Samora Machel, politico, rivoluzionario e militare mozambicano (n. 1933)
- 1987 - Giorgio Cansacchi, giurista italiano (n. 1905)
- 1987 - Hermann Lang, pilota motociclistico e pilota automobilistico tedesco (n. 1909)
- 1987 - Marcel Paulus, calciatore lussemburghese (n. 1920)
- 1987 - Jacqueline du Pré, violoncellista britannica (n. 1945)
- 1988 - Lawrence W. Butler, effettista statunitense (n. 1908)
- 1988 - Þórður Guðmundsson, pallanuotista islandese (n. 1908)
- 1988 - Son House, cantante e chitarrista statunitense (n. 1902)
- 1988 - Edgar Lederer, biochimico austriaco (n. 1908)
- 1988 - Marcos Carneiro de Mendonça, calciatore brasiliano (n. 1894)
- 1988 - Sten Suvio, pugile finlandese (n. 1911)
- 1989 - Alfred Zulkowski, calciatore tedesco orientale (n. 1940)
- 1990 - René Highway, attore, ballerino e coreografo canadese (n. 1954)
- 1990 - Augusto Tiezzi, direttore della fotografia italiano (n. 1910)
- 1991 - Sumiyuki Kotani, judoka e lottatore giapponese (n. 1903)
- 1991 - Olga Schiavo, artista italiana (n. 1912)
- 1992 - Arturo Farías, calciatore cileno (n. 1927)
- 1992 - Aldo Giordani, cestista, allenatore di pallacanestro e giornalista italiano (n. 1924)
- 1992 - Maurice Le Roux, direttore d'orchestra, compositore e musicologo francese (n. 1923)
- 1992 - Arthur Wint, velocista e mezzofondista giamaicano (n. 1920)
- 1993 - Carlo Caiano, produttore cinematografico e sceneggiatore italiano (n. 1904)
- 1993 - Giuseppe Fortis, attore e doppiatore italiano (n. 1926)
- 1993 - Felix Wilbur Gingrich, grecista e biblista statunitense (n. 1901)
- 1993 - Pola Illéry, attrice e cantante rumena (n. 1909)
- 1994 - Ray Birdwhistell, antropologo statunitense (n. 1918)
- 1994 - Oldřich Černík, politico cecoslovacco (n. 1921)
- 1994 - Jacopo Napoli, compositore italiano (n. 1911)
- 1994 - Antonino Perrone, politico italiano (n. 1924)
- 1994 - Martha Raye, attrice statunitense (n. 1916)
- 1995 - Don Cherry, trombettista statunitense (n. 1936)
- 1996 - René Cintrat, schermidore francese (n. 1931)
- 1996 - Dante Lerda, allenatore di calcio e calciatore italiano (n. 1921)
- 1996 - Luigi Rovere, imprenditore e produttore cinematografico italiano (n. 1908)
- 1997 - Glen Buxton, chitarrista statunitense (n. 1947)
- 1997 - Claudia Drake, attrice statunitense (n. 1918)
- 1997 - Harold French, regista, sceneggiatore e attore inglese (n. 1897)
- 1997 - Ragnar Larsen, calciatore norvegese (n. 1931)
- 1997 - Pilar Miró, regista e sceneggiatrice spagnola (n. 1940)
- 1998 - Fritz Honka, serial killer tedesco (n. 1935)
- 1998 - Pier Carlo Masini, politico, giornalista e storico italiano (n. 1923)
- 1998 - Vittorio Salvetti, produttore televisivo, conduttore televisivo e autore televisivo italiano (n. 1937)
- 1999 - Walter Dzur, calciatore tedesco (n. 1919)
- 1999 - Rodolphe Ghiglione, psicologo francese (n. 1941)
- 1999 - Penelope Mortimer, scrittrice, giornalista e biografa britannica (n. 1918)
- 1999 - Nathalie Sarraute, scrittrice francese (n. 1900)
- 2000 - Donald L.M. Black, tennista rhodesiano (n. 1927)
- 2000 - Kati Horna, fotografa ungherese (n. 1912)
- 2000 - Antonio Maspes, pistard e dirigente sportivo italiano (n. 1932)
- 2000 - Leopoldo Savona, regista e sceneggiatore italiano (n. 1913)

## XXI secolo(140)
- 2001 - Araken Demelo, calciatore brasiliano (n. 1944)
- 2001 - Gianfranco Fantin, cestista italiano (n. 1946)
- 2001 - Luigi Mengoni, giurista italiano (n. 1922)
- 2002 - Manuel Álvarez Bravo, fotografo messicano (n. 1902)
- 2002 - Peter Bergmann, fisico tedesco (n. 1915)
- 2002 - Mehli Mehta, violinista e direttore d'orchestra indiano (n. 1908)
- 2002 - John Meredyth Lucas, produttore cinematografico, sceneggiatore e regista statunitense (n. 1919)
- 2002 - Hans Jürgen Press, scrittore e fumettista tedesco (n. 1926)
- 2002 - Aileen Riggin, nuotatrice e tuffatrice statunitense (n. 1906)
- 2002 - Bari Rolfe, mimo, coreografa e scrittrice statunitense (n. 1916)
- 2002 - Nikolaj Nikolaevič Rukavišnikov, cosmonauta e fisico sovietico (n. 1932)
- 2002 - Héctor Trujillo, politico dominicano (n. 1908)
- 2003 - Luciano Cavaleri, calciatore italiano (n. 1923)
- 2003 - Jerzy Dowgird, cestista e allenatore di pallacanestro polacco (n. 1917)
- 2003 - Road Warrior Hawk, wrestler statunitense (n. 1957)
- 2003 - Alija Izetbegović, attivista, avvocato e filosofo bosniaco (n. 1925)
- 2003 - Guy Rolfe, attore britannico (n. 1911)
- 2003 - Georgij Nikolaevič Vladimov, scrittore e giornalista sovietico (n. 1931)
- 2004 - Antoine Abel, scrittore seychellese (n. 1934)
- 2004 - Giuseppe Golinelli, politico, partigiano e sindacalista italiano (n. 1920)
- 2004 - Kenneth Iverson, matematico e informatico canadese (n. 1920)
- 2004 - Veljko Milatović, politico montenegrino (n. 1921)
- 2004 - Paul Henry Nitze, politico statunitense (n. 1907)
- 2004 - Arthur H. Robinson, geografo e cartografo canadese (n. 1915)
- 2004 - Greg Shaw, critico musicale statunitense (n. 1949)
- 2004 - Elvo Tempia Valenta, politico e partigiano italiano (n. 1920)
- 2005 - Wolf Rilla, regista cinematografico e sceneggiatore tedesco (n. 1920)
- 2005 - Luis Adolfo Siles Salinas, politico boliviano (n. 1925)
- 2006 - Phyllis Kirk, attrice e attivista statunitense (n. 1927)
- 2007 - Anton Bodem, presbitero e teologo ceco (n. 1925)
- 2007 - Jan Wolkers, scrittore, scultore e pittore olandese (n. 1925)
- 2008 - Richard Blackwell, giornalista e stilista statunitense (n. 1922)
- 2008 - Marilyn Ferguson, scrittrice e oratrice statunitense (n. 1938)
- 2008 - Fred Jacobs, cestista statunitense (n. 1922)
- 2008 - Rudy Ray Moore, comico, attore e cantante statunitense (n. 1927)
- 2008 - Brian Peckham, orientalista canadese (n. 1934)
- 2008 - Gianni Raimondi, tenore italiano (n. 1923)
- 2008 - Doreen Wilber, arciera statunitense (n. 1930)
- 2009 - Milun Marović, cestista jugoslavo (n. 1947)
- 2009 - Angelo Musi, cestista statunitense (n. 1918)
- 2009 - Alberto Testa, paroliere, autore televisivo e cantante italiano (n. 1927)
- 2009 - Joseph Wiseman, attore canadese (n. 1918)
- 2010 - Bino, cantante italiano (n. 1953)
- 2010 - Jean Asfar, schermidore egiziano (n. 1917)
- 2010 - Tom Bosley, attore statunitense (n. 1927)
- 2010 - Graham Crowden, attore britannico (n. 1922)
- 2010 - André Mahé, ciclista su strada francese (n. 1919)
- 2011 - Alioune Diop, cestista e allenatore di pallacanestro senegalese (n. 1930)
- 2011 - Tadeusz Sawicz, militare e aviatore polacco (n. 1914)
- 2012 - Raymond Dumais, vescovo cattolico canadese (n. 1950)
- 2012 - Mike Graham, wrestler statunitense (n. 1951)
- 2012 - Hans Kniewasser, sciatore alpino austriaco (n. 1951)
- 2012 - Fiorenzo Magni, ciclista su strada, pistard e dirigente sportivo italiano (n. 1920)
- 2012 - Achille Serrao, poeta, scrittore e critico letterario italiano (n. 1936)
- 2013 - John Bergamo, percussionista e compositore statunitense (n. 1940)
- 2013 - Viktor Cybulenko, giavellottista sovietico (n. 1930)
- 2013 - Georges Descrières, attore francese (n. 1930)
- 2013 - Noel Harrison, sciatore alpino, attore e cantante britannico (n. 1934)
- 2013 - Ronald Shannon Jackson, batterista statunitense (n. 1940)
- 2013 - Vladimir Keilis-Borok, geofisico, sismologo e matematico russo (n. 1921)
- 2013 - Rosario Martinelli, allenatore di calcio e calciatore italiano (n. 1941)
- 2013 - Dino Paolini, pittore e scultore italiano (n. 1926)
- 2013 - Sandro Pellegrini, attore e doppiatore italiano (n. 1935)
- 2013 - Paolo Terreni, giornalista, disegnatore e scrittore italiano (n. 1955)
- 2014 - Nunzio Bibbò, scultore italiano (n. 1946)
- 2014 - Maria Giulia Cardini, partigiana italiana (n. 1921)
- 2014 - Pasquale Cavicchia, calciatore italiano (n. 1942)
- 2014 - John Holt, cantautore giamaicano (n. 1947)
- 2014 - Étienne Mourrut, politico francese (n. 1939)
- 2014 - Raphael Ravenscroft, sassofonista britannico (n. 1954)
- 2014 - Miloslava Rezková, altista cecoslovacca (n. 1950)
- 2015 - Mafalda Molinari, imprenditrice e politica italiana (n. 1923)
- 2015 - Alessandro Plotti, arcivescovo cattolico italiano (n. 1932)
- 2015 - Ali Abdussalam Treki, diplomatico e politico libico (n. 1938)
- 2015 - D.C. Wilcutt, cestista e allenatore di pallacanestro statunitense (n. 1923)
- 2016 - Robert Baetens, canottiere belga (n. 1930)
- 2016 - Safet Berisha, calciatore albanese (n. 1949)
- 2016 - Yvette Chauviré, ballerina e attrice francese (n. 1917)
- 2016 - Radu Câmpeanu, politico rumeno (n. 1922)
- 2016 - Luis Echeberría, calciatore spagnolo (n. 1940)
- 2016 - Ester Fiorenza Riposi, partigiana e attivista italiana (n. 1921)
- 2016 - Gary Sprake, calciatore gallese (n. 1945)
- 2016 - Giovanni Steffè, canottiere italiano (n. 1928)
- 2016 - Vladan Tomić, calciatore e allenatore di calcio serbo (n. 1967)
- 2017 - Winifred Asprey, matematica e informatica statunitense (n. 1917)
- 2017 - Jeanne Brousse, partigiana francese (n. 1921)
- 2017 - Alberto L'Abate, sociologo e attivista italiano (n. 1931)
- 2017 - Umberto Lenzi, regista, sceneggiatore e scrittore italiano (n. 1931)
- 2017 - Miguel Loayza, calciatore peruviano (n. 1940)
- 2018 - Senta Baudet-Goverts, olandese (n. 1924)
- 2018 - Keiichirō Kimura, animatore giapponese (n. 1938)
- 2018 - Victor Marchetti, agente segreto e scrittore statunitense (n. 1929)
- 2018 - Wanda Ferragamo, imprenditrice italiana (n. 1921)
- 2018 - Osamu Shimomura, chimico giapponese (n. 1928)
- 2018 - Robin Williams, rugbista a 15 gallese (n. 1950)
- 2019 - Robert Chef d'Hôtel, velocista e mezzofondista francese (n. 1922)
- 2019 - Salvador Giner, sociologo spagnolo (n. 1934)
- 2019 - Andrea Vaccaro, artista e pittore italiano (n. 1939)
- 2019 - Aleksandr Volkov, tennista sovietico (n. 1967)
- 2020 - Ahmed Adghirni, attivista berbero (n. 1947)
- 2020 - Spencer Davis, musicista e polistrumentista britannico (n. 1939)
- 2020 - Gianni Dei, attore e cantante italiano (n. 1940)
- 2020 - Luigi Franza, politico italiano (n. 1939)
- 2020 - Silvino Fusati, cestista italiano (n. 1968)
- 2020 - Enzo Mari, designer italiano (n. 1932)
- 2020 - Gianni Montanari, traduttore e scrittore italiano (n. 1949)
- 2020 - Jill Paton Walsh, scrittrice britannico (n. 1937)
- 2020 - Wojciech Pszoniak, attore polacco (n. 1942)
- 2020 - Alessandro Sanvito, scacchista e scrittore italiano (n. 1938)
- 2020 - Giovanni Spinola, canottiere italiano (n. 1935)
- 2020 - Jim Townsend, calciatore scozzese (n. 1945)
- 2020 - Aldo Zargani, scrittore e superstite dell'Olocausto italiano (n. 1933)
- 2021 - Luigi Amicone, giornalista, saggista e politico italiano (n. 1956)
- 2021 - Leslie Bricusse, compositore, drammaturgo e paroliere britannico (n. 1931)
- 2021 - Antonio Coggio, compositore, arrangiatore e produttore discografico italiano (n. 1939)
- 2021 - Patrick Crombé, artista e scultore belga (n. 1955)
- 2021 - Pierre Kerkhoffs, calciatore olandese (n. 1936)
- 2021 - Branko Mamula, ammiraglio e politico jugoslavo (n. 1921)
- 2021 - Gianni Raviele, giornalista, scrittore e critico d'arte italiano (n. 1932)
- 2022 - Omar Borrás, allenatore di calcio uruguaiano (n. 1929)
- 2022 - Francisco Capel, cestista spagnolo (n. 1933)
- 2022 - Wayne Doyle, sceneggiatore e produttore televisivo australiano (n. 1962)
- 2022 - Kassian Lauterer, abate austriaco (n. 1934)
- 2022 - Dina Merhav, scultrice israeliana (n. 1936)
- 2022 - Kōji Nakamoto, comico, attore e cantante giapponese (n. 1941)
- 2022 - Joanna Simon, mezzosoprano e giornalista statunitense (n. 1936)
- 2022 - Charley Trippi, giocatore di football americano statunitense (n. 1921)
- 2022 - Philip Waruinge, pugile keniota (n. 1945)
- 2023 - Natalino Andolfatto, scultore italiano (n. 1933)
- 2023 - Lasse Berghagen, cantautore svedese (n. 1945)
- 2023 - Robert B. Johnston, generale statunitense (n. 1937)
- 2023 - Silvano Mattesini, architetto, insegnante e scrittore italiano (n. 1950)
- 2023 - Heini Messner, sciatore alpino e allenatore di sci alpino austriaco (n. 1939)
- 2023 - Anfisa Rezcova, biatleta e fondista russa (n. 1964)
- 2023 - Atsushi Sakurai, cantante e batterista giapponese (n. 1966)
- 2023 - Jamila Abdallah Taha al-Shanti, politica e attivista palestinese (n. 1955)
- 2024 - José Aveiro, calciatore paraguaiano (n. 1936)
- 2024 - Thelma Mothershed-Wair, attivista statunitense (n. 1940)
- 2024 - Iris Plotzitzka, pesista tedesca (n. 1966)
- 2024 - Giorgio Rochat, storico e biografo italiano (n. 1936)

## Senza anno specificato(1)
- Slim Wintermute, cestista e allenatore di pallacanestro statunitense (n. 1917)